# وتل کوریشو پلی
وتل کوریشو پلی (به انگلیسی: Vattal Kurishu Palli) یک مرکز زیارتی در هند است که در Kozhikode district واقع شده‌است.